# Веск, Жюльен
Жюльен-Жозеф Веск (фр. Julien-Joseph Vesque; 8 апреля 1848, Люксембург — 25 июля 1895, Париж) — французский ботаник, физиолог растений.

## Биография
Родился в 1848 году в Люксембурге. Учился в люксембургском Атенеуме, затем изучал в Берлине ботанику под руководством Александра Брауна и Леопольда Кни.
В 1868 году переехал во Францию, в Париж, некоторое время работал в Национальном музее естественной истории с Броньяром и Декеном, однако был призван в армию Люксембурга и смог вернуться в Париж лишь в 1871 году. Получив в 1872 (по другим источникам в 1873) году степень лиценциата естественных наук, с 1874 года работал в музее препаратором. В 1876 году защитил докторскую диссертацию; получив в том же году французское гражданство, начал преподавать в Сорбонне и руководить практическими работами по физиологии растений в Национальном институте агрономии. В 1880—1881 годах работал на существовавшей при Музее естественной истории кафедре сельского хозяйства; замещал Декена, читая часть его курсов. В 1884 году, оставив музей, начал преподавать ботанику на парижском Научном факультете. Вышел на пенсию в 1891 году; умер в 1895 году после непродолжительной болезни.

## Научные достижения
Жюльен Веск занимался преимущественно анатомией, физиологией и систематикой растений, закладывая основы того, что сам он называл «ботаникой будущего». Основательно изучал водный режим растений; создал ряд приборов для исследования транспирации; утверждал, что помимо транспирации причиной передвижения воды в растении является также корневое давление. Внёс вклад в таксономию, уточнив понятие вида на основе исследований анатомических особенностей растений. Автор 67 научных публикаций, включая Mémoire sur l’anatomie comparée de l’écorce (1876), Traité de botanique agricole et industrielle (1885), Recherches microphysiologiques sur les réservoirs d’eau (1886), De l’emploi des caractères anatomiques dans la classification (1889) и Epharmosis sive materiae ad instruendam anatomiam systematis naturalis (1889—1892, в трёх томах).